# Sheng Shicai
Sheng Shicai (chinois : 盛世才 ; pinyin : Shèng Shìcái ; Wade : Sheng Shih-ts'ai) (8 janvier 1897 dans la province du Liaoning – 13 juillet 1970 à Taïwan) est un seigneur de la guerre chinois qui dirigea la province du Xinjiang du 12 avril 1933 au 29 août 1944.

## Biographie
Chinois han né à Kaiyuan en Mandchourie (dans l'actuelle province du Liaoning), il sert dans l'armée du Guominjun. Il est d'abord envoyé au Xinjiang pour travailler auprès du gouverneur Jin Shuren en 1930. Il réprime la rébellion Kumul (février 1931 - octobre 1931) avec l'aide de l'Union soviétique, mais passe en échange plusieurs accords qui donne à l'URSS le contrôle virtuel de la province.
Le consul général soviétique d'Ürümqi possède effectivement le contrôle du gouvernement provincial, et Sheng doit le consulter avant toutes décisions. Le consul est de facto le dirigeant du Xinjiang. La province est considérée comme un « satellite soviétique », étant sous le contrôle total des Soviétiques.
Sheng lance sa propre purge du Xinjiang, qui coïncide avec les Grandes Purges staliniennes de 1937, durant la rébellion islamique du Xinjiang (en). Il reçoit l'aide du NKVD, mais lui et les Soviétiques locaux sont accusés d'une grande conspiration trotskiste et d'un « complot fasciste-trotskiste » visant à détruire l'Union soviétique. Le consul général soviétique, Garegin Apresoff, le général Ma Hushan (en), Ma Shaowu, Mahmud Sijan, le chef officiel de la province du Xinjiang Huang Han-chang, et Hoja-Niyaz (en) font partie des 435 conspirateurs accusés du complot. Le Xinjiang passe sous contrôle virtuel de l'Union soviétique et Staline s'oppose au Parti communiste chinois.
Sur la demande de Staline, Sheng rejoint le Parti communiste de l'Union soviétique en août 1938 et reçoit la carte du parti no 1859118 directement de Molotov lors d'une visite secrète à Moscou. Le Xinjiang, dirigé par Sheng, n'est plus qu'une partie de la Chine que de nom, puisque toutes les décisions importantes de Sheng doivent recevoir l'aval du consulat soviétique de Tihwa (actuelle Ürümqi). Durant ses années en tant que gouverneur, il est anti-minorité (anti-Ouïghours et anti-Kazakhs), et est connu pour son utilisation persuasive de la torture.
Les jadids panturqistes et activistes de l'indépendance du Turkestan oriental Mohammed Amin Bughra (en) et Masud Sabri (en) rejettent l'imposition par les Soviétiques et Sheng du nom de « peuple ouïghour » pour la population turque du Xinjiang. Ils préfèrent le nom d'« ethnie turque » (Tujue zu en chinois). Masud Sabri considère également le peuple Hui comme des Chinois Han musulmans distincts de son propre peuple. Les noms « Türk » ou « Türki » en particulier sont demandés par Bughra comme nom pour son peuple.
En 1942, croyant à la disparition de l'Union soviétique à cause de l'attaque allemande, il devient anti-soviétique (en), chasse ses conseillers soviétiques et exécute beaucoup de Han communistes, dont Mao Zemin, le frère de Mao Zedong, dans l'espoir d'obtenir le soutien du Kuomintang pour préserver son poste. Cependant, lorsque la guerre tourne en faveur de l'Union soviétique après la bataille de Stalingrad, Sheng tente d'expulser le Kuomintang, et demande l'aide soviétique dans une lettre à Staline. Celui-ci lui refuse et envoie sa lettre au chef du Kuomintang, Tchang Kaï-chek, car Sheng avait mal calculé et sous-estimé la portée de pouvoir du Kuomintang. Celui-ci démis Sheng de ses fonctions en août 1944.
Chen Lifu, membre de la clique du Club central, écrit dans ses mémoires que Sheng était méfiant et suspicieux de tout le monde. Il alignait des « mitrailleuses devant sa... résidence la nuit... et avait tous ses classeurs verrouillés ».
Isa Alptekin (en) mène une délégation de 36 Ouïghours pour défendre les meurtriers à Lanzhou qui ont assassiné 11 proches de Sheng Shicai pour se venger des personnes exécutées par lui alors qu'il était gouverneur du Xinjiang. Parmi les morts se trouvent un garçon de sept ans et une fille de cinq ans qui étaient le neveu et la nièce de Sheng. Isa affirme que la tuerie était justifiée.
Il quitte le Xinjiang le 11 septembre 1944 pour rejoindre le Kuomintang et devient ministre de l'Agriculture et des Forêts. Environ 50 camions l'accompagnent, chargés de ses affaires personnelles « gagnées » au Xinjiang pendant 15 ans, ce qui comprend de l'or (environ 1 500 kg) et de l'argent (environ 15 000 kg). Il fuit à Taïwan avec le Kuomintang à la fin de la guerre civile chinoise en 1949. En 1958, il coécrit Xinjiang : Pion ou Pivot avec Allen S. Whiting.
Sheng a quatre enfants et deux de ses filles sont nées au Xinjiang.